# 博舍爾敦 (密蘇里州)
博舍爾敦（英語：Boschertown）是位於美國密蘇里州聖查爾斯縣的非建制地區。

## 歷史
博舍爾敦的郵局於1879年設立，其後於1881年停運。

## 地理
博舍爾敦所處的海拔為高於海平面138米（即453英呎），而該地所採用的時區為UTC-6，即北美中部時區（CST）。同時該地設有夏令時間，為UTC-6調快一小時，即UTC-5（CDT）。